# Miocina
Una miocina és una molècula de naturalesa proteica (citocina) que és alliberada pel teixit muscular esquelètic per tal de portar a terme diferents funcions metabòliques localitzades. Per aquesta mateixa raó, actualment, es considera que el múscul és un tipus d'òrgan endocrí. Generalment, a més, són proteïnes petites (de no més de 20 kDa) i pèptids proteoglicans.
Llavors les miocines són, bàsicament, aquelles citoquines i altres pèptids que són produïts, expressats i alliberats per les fibres musculars i que exerceixen funcions autocrines, paracrines i endocrines. Els seus efectes sistèmics tenen lloc a concentracions picomolars. Les miocines tenen diverses funcions ja que els seus receptors es troben en diferents cèl·lules com les musculars, hepàtiques, pancreàtiques, òssies, cardíaques, del sistema immunològic i cerebrals; encara que cal destacar que la seva principal funció estarà relacionada amb el metabolisme.
El múscul produeix al voltant de 600 miocines diferents tant en funcionalitat com en tipologia i conformació. En aquesta petita revisió, destacarem aquelles miocines que tinguin un major suport científic sobre les funcions que exerceixen.

## Interleuquina 6 (IL-6)
La interleuquina-6 és probablement la citoquina més important pel que fa a efectes a distància. Les miocines tenen grans funcions mediàtiques entre el múscul esquelètic i altres teixits com el fetge, el teixit adipós, el pàncrees i l'intestí. A més, aquesta miocina és crucial i indispensable per a la regulació de l'homeòstasi de la glucosa i s'ha observat que en persones amb lesió medul·lar es disminueix la quantitat d'IL-6 i, en conseqüència, tenen un major risc de patir trastorns metabòlics. Per la qual cosa, la IL-6 també intervé en la reducció del risc de patir diabetis mellitus.

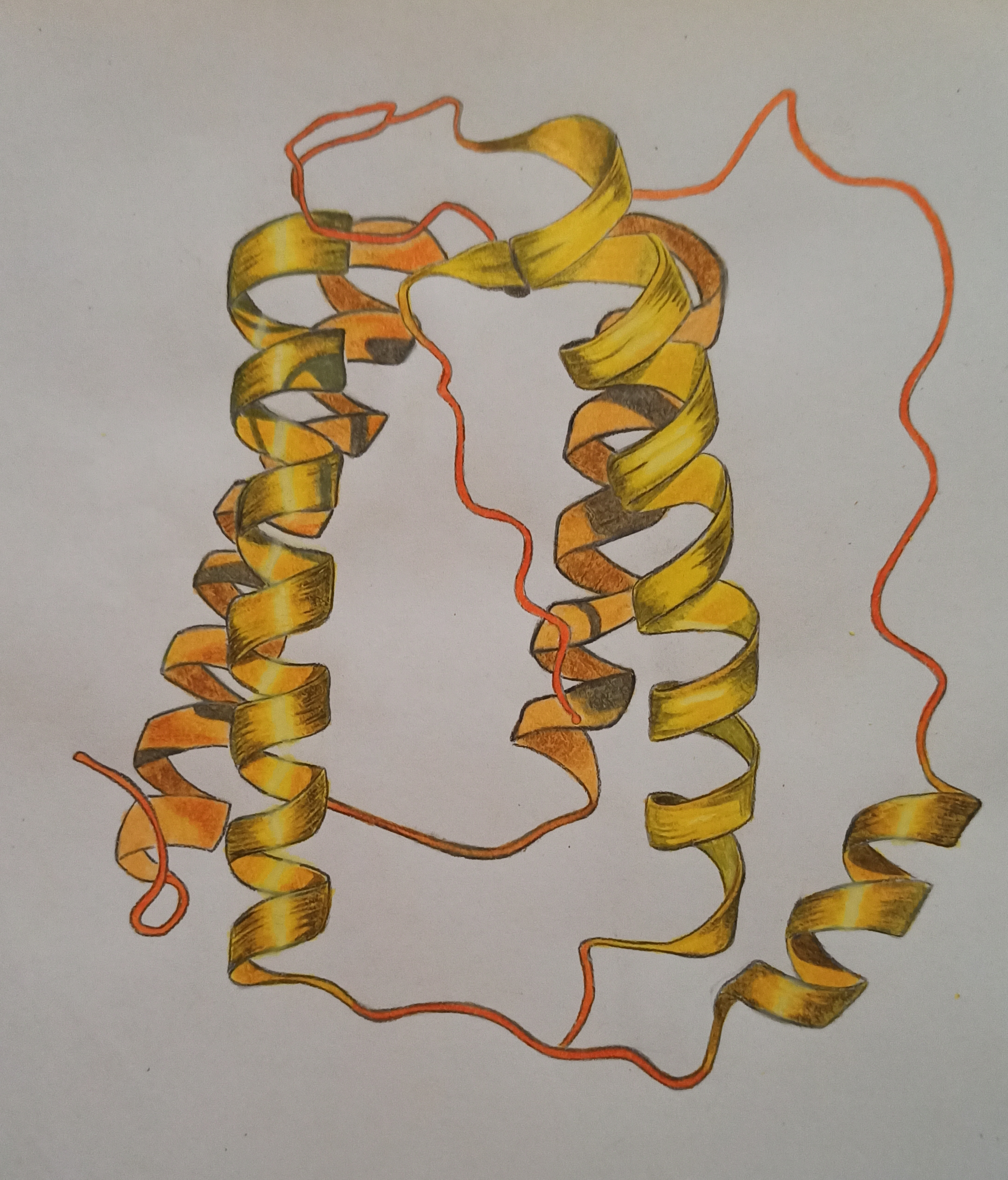
Respresentació de l'estructura proteica d'una Interleuquina 6 a través d'una il·lustració original feta a mà. Font: pròpia de l'editor.

### Regulació del metabolisme
Es tracta d'una proteïna que s'allibera amb la contracció muscular i, quan és alliberada, augmenta la captació cel·lular de glucosa i estimula la síntesi de glicogen. A data d'avui, els efectes en el metabolisme de la glucosa han estat descrits únicament per a unes poques miocines, entre les quals es troba la IL-6, la qual ha estat estudiada intensament durant les dècades anteriors. En la contracció del múscul, la IL-6 és alliberada per a la seva circulació i la quantitat alliberada continua depenent de la durada i la intensitat d'un exercici i de l'energia d'un múscul (parlant en contingut de glicogen).

### Regulació de processos de regeneració
Tenint en compte que en exercicis físics les cèl·lules musculars poden veure’s compromeses, llavors se sap que les IL-6 tenen un paper molt gran en el manteniment d'aquests teixits. Les IL-6, entre altres funcions encara no definides, té la capacitat de fomentar la proliferació de cèl·lules mare musculars i, per tant, de regenerar els teixits, malgrat que la quantitat d'IL-6 alliberades en exercicis amb deteriorament muscular és la mateixa que en exercicis que no comporten cap conseqüència muscular.

### Regulació de processos neuronals
Segons una gran quantitat d'estudis, s'ha pogut associar l'augment en els nivells d'IL-6 en circulació amb patologies neuronals com l'autisme i el trastorn bipolar. S'ha comprovat que les IL-6 fomenten la proliferació de NSCs (cèl·lules mare neuronals) adultes i que, quan els receptors de les IL-6 són eliminats en precursors neuronals postnatals o adults, doncs es dona lloc a una disminució de NSCs adultes.

### Importància de les seves funcions homeostàtiques en les respostes immunitàries
En processos de regulació de les respostes inflamatòries durant infeccions o traumatismes, els diferents tipus de cèl·lules immunitàries aprofiten la funció de diverses miocines per tal de mantenir una homeostasi constant. Una d'aquestes miocines i, probablement la més important, és la IL-6. En aquestes condicions, no només és important mantenir adequats els nivells d'IL-6 de la zona per tal de promoure i coordinar les activitats proinflamatòries de les cèl·lules al llarg de l'organisme, sinó també per tal d'evitar el desenvolupament de malalties relacionades a aquesta miocina. En infeccions i traumatismes, la quantitat d'IL-6 en el torrent sanguini pot augmentar exponencialment i dràsticament (depenent del grau de la pertorbació) passant d'una concentració inicial de 1-16 pg/ml fins a arribar a un màxim de 10.000 pg/ml.

## Factor de creixement de fibroblasts (FGF-21)
El factor de creixement de fibroblasts o FGF-21 per la seva denominació en anglès (Fibroblast Growth factor) és una proteïna formada per uns 181 aminoàcids que es troba en essència en mamífers. Es tracta d'un factor endocrí secretat, majoritàriament, pel fetge amb funció reguladora en el metabolisme.

### Importància metabòlica
Des del seu descobriment l'any 2000, la curiositat dels científics en l'estudi del FGF-21 ha crescut considerablement precisament perquè es va descobrir que tenia grans funcions que afavorien el metabolisme dels lípids i de la glucosa. Principalment, el que fa el FGF-21 pel que fa al metabolisme (des d'un punt de vista microscòpic) és fomentar la captació de glucosa, únicament pels adipòcits, donant lloc a una disminució de glucosa en sang. D'altra banda, pel que fa al metabolisme dels lípids, el FGF-21 evita o, com a mínim disminueix, les lipòlisis als adipòcits.

### Importànica clínica
Pel que fa a la seva importància clínica, sabem que la diabetis mellitus tipus 2 té una prevalència en la població d'al voltant del 8%. No obstant això, també s'ha observat que aquesta proteïna contrarresta notablement la incidència de la malaltia disminuint la resistència a la insulina, entre altres accions. Tota la informació que se sap sobre el FGF-21 indica que no actua directament sobre la hiperglucèmia sinó sobre els seus efectes, tot reduint-los. Aquesta informació es podria aprofitar en forma de teràpia gènica (ja que se sap també la localització del gen que codifica el FGF-21).

## Interleuquina-15 (IL-15)
La Interleuquina-15 o IL-15 és una citoquina amb grans funcions immunològiques i és considerada una miocina precisament per l'augment de la seva presència en circulació durant l'exercici. La IL-15 millora, en abundància, l'homeòstasi de la glucosa i la sensibilitat a la insulina. Principalment, augmenta la captació de glucosa per part de les cèl·lules del múscul esquelètic mitjançant la activació de diferents vies de senyalització com ara la de JAK3 / STAT3 o la d'AMPK. Com a conseqüència de les seves funcions, la IL-15 també provoca un augment considerable de la massa òssia. Entre altres funcions, la IL-15 estimula la biogènesi mitocondrial i l'oxidació de greixos.

### IL-15 en immunoteràpia
La IL-15 té clares funcions immunoreguladores fet que fa que sigui molt clara i concentrada la seva aplicació en immunoteràpia. Sent principalment expressada (entre altres tipus cel·lulars) per les cèl·lules mieloides, la IL-15 ofereix múltiples funcions entre les quals es troba la seva capacitat per provocar la resposta dels limfòcits T, regular la reparació de teixits, activar les cèl·lules NK i modular la resposta inflamatòria. La seva gran diversitat de funcions i la seva adaptació a diferents capacitats permet que la IL-15 sigui un potencial factor a tenir en compte en immunoteràpia.

## Proteïna 1 relacionada amb la folistatina (FSTL-1)
La proteïna 1 relacionada amb la folistatina o FSTL-1 és una miocina que actua sobre les cèl·lules endotelials vasculars que promouen la funció de les cèl·lules endotelials i la revascularització en el teixit isquèmic, principalment.

### Paper en el desenvolupament de l'organisme
Com s'ha pogut confirmar al llarg de diferents experiments, la proteïna FSTL-1 intervé en gran manera en processos de desenvolupament. Un d'aquests processos de desenvolupament, per exemple, és el desenvolupament del sistema nerviós central (CNS).

### Importància en la prevenció de malalties cardiovasculars
Segons l'exposat anteriorment, podem determinar que es tracta d'una miocina cardioprotectora ja que preveu la isquèmia i la lesió miocardíaca mitjançant l'activació de la AMPK, inhibint així l'apoptosi i les respostes inflamatòries. A més d'això, s'ha observat en aquestes proteïnes també la funció i capacitat de reparar el miocardi infartat. Tractar, per exemple, animals amb FSTL-1 després d'haver tingut lloc un infart miocardíac, va afavorir la reparació del teixit i la recuperació de la funcionalitat cardiovascular.

## Osteonectina (SPARC)
La osteonectina és una glicoproteïna de matriu òssia no col·làgena extracel·lular de 43 KDa. Aquesta glucoproteïna àcida i rica en cisteïna (SPARC) participa en la diferenciació cel·lular, la formació de vasos i en la unió del Factor de Creixement. La SPARC és considerada una miocina pleiotròpica, ja que és segregada al torrent sanguini pel múscul esquelètic en resposta a l'exercici aeròbic.
La osteonectina s'expressa abundantment a l'os. Els ratolins amb deficiència d'osteonectina exhibeixen osteopènia severa amb menor connectivitat trabecular i contingut mineral ossi, fet que suggereix que l'osteonectina és un regulador positiu de la formació òssia. La SPARC interactua amb l'actina i té un paper fonamental en la remodelació del múscul esquelètic. A més, també té un paper important en la diferenciació d'adipòcits i en la renovació del teixit adipós.
La SPARC interactua directament amb AMPK i està implicada en el metabolisme de la glucosa, per la qual cosa seria interessant en el futur estudiar aquesta miocina en les malalties metabòliques. En el futur la SPARC també podria ser interessant en la prevenció de càncer de còlon ja que s'ha vist que en ratolins aquesta miocina provoca l'apoptosi d'aquestes cèl·lules canceroses.

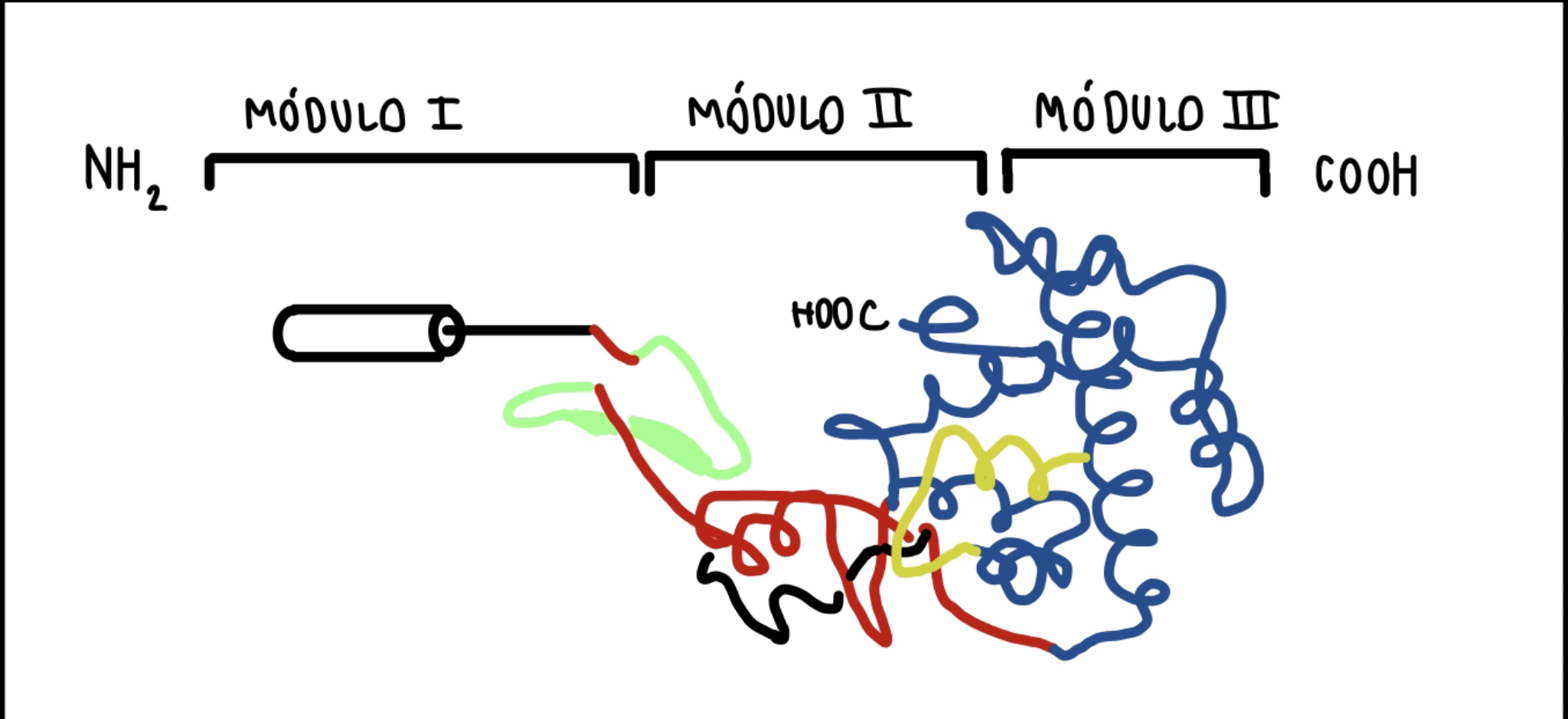
Estructura de la miocina SPARCEs mostra com està dividida en 3 mòduls diferents.
Font: pròpia de l'editor

### Estructura
Està composta per 3 mòduls diferents:
- Mòdul I, que és altament acídic i regula processos de mineralització.
- Mòdul II, que compta amb una seqüència homòloga a la del domini de la folistatina, una proteïna que s'uneix a la activina i inhibina.
- Mòdul III, que constitueix el mòdul d'adhesió per al Ca2+ extracel·lular.

### Expressió en teixits
Al principi es pensava que la glucoproteïna SPARC s'expressava específicament en teixit mineralitzat, però més tard es va demostrar que el seu patró d'expressió era molt més ampli, incloent-hi també teixits no mineralitzats. En humans es troba principalment a l'os i al cartílag, a més del ronyó, glàndula adrenal, pulmons, vasos sanguinis i fetge.

### Funcions biològiques i malalties associades
S'associa generalment amb processos que comporten canvis en la forma i motilitat de la cèl·lula, com ara el remodelatge de teixits, processos de mineralització, angiogènesi i respostes davant de lesions i tumorigènesi. La seva presència s'ha vist relacionada amb l'increment de la metàstasi del principal tipus de càncer de pulmó (NSCLC). També s'ha demostrat que la SPARC està regulada a l'alça en malalties hereditàries i idiopàtiques com la distròfia muscular de Duchenne i la distròfia muscular congènita.

## Factor neurotròfic derivat del cervell (BDNF)
El Factor Neurotròfic Derivat del Cervell és una petita proteïna dimèrica, relacionada estructuralment amb el Factor de Creixement Nerviós, que s'expressa en abundància en el cervell mamífer adult. Malgrat que el 80% de la BDNF se secreta al cervell, es considera una miocina ja que la seva secreció es veu estimulada gràcies a la contracció muscular. Estudis més recents mostren, a més, que l'exercici regular millora la reducció dels nivells plasmàtics, hepàtics i cardíacs de BNDF relacionat amb l'edat.

### Funcions biològiques i malalties associades
Té funcions vitals en el desenvolupament del sistema nerviós, ja que afavoreix la creació de noves sinapsis. També comprèn funcions com el desenvolupament de la memòria i l'aprenentatge, tots dos relacionats amb la plasticitat cerebral. Potser es troba involucrat en la patofisiologia de malalties del sistema nerviós central (CNS), especialment en l'Alzheimer i Parkinson, tot i que calen més assaigs per definir el seu paper.

## IGF-1
L'IGF-1 (factor de creixement insulínic) és considerat com un pèptid de 70 aminoàcids. La seva estructura està formada per una cadena A i una B connectades per enllaços disulfur i comparteix certa analogia amb la insulina. Aquesta similitud estructural podria explicar la capacitat de l'IGF-1 per unir-se (amb escassa afinitat) al receptor de la insulina.

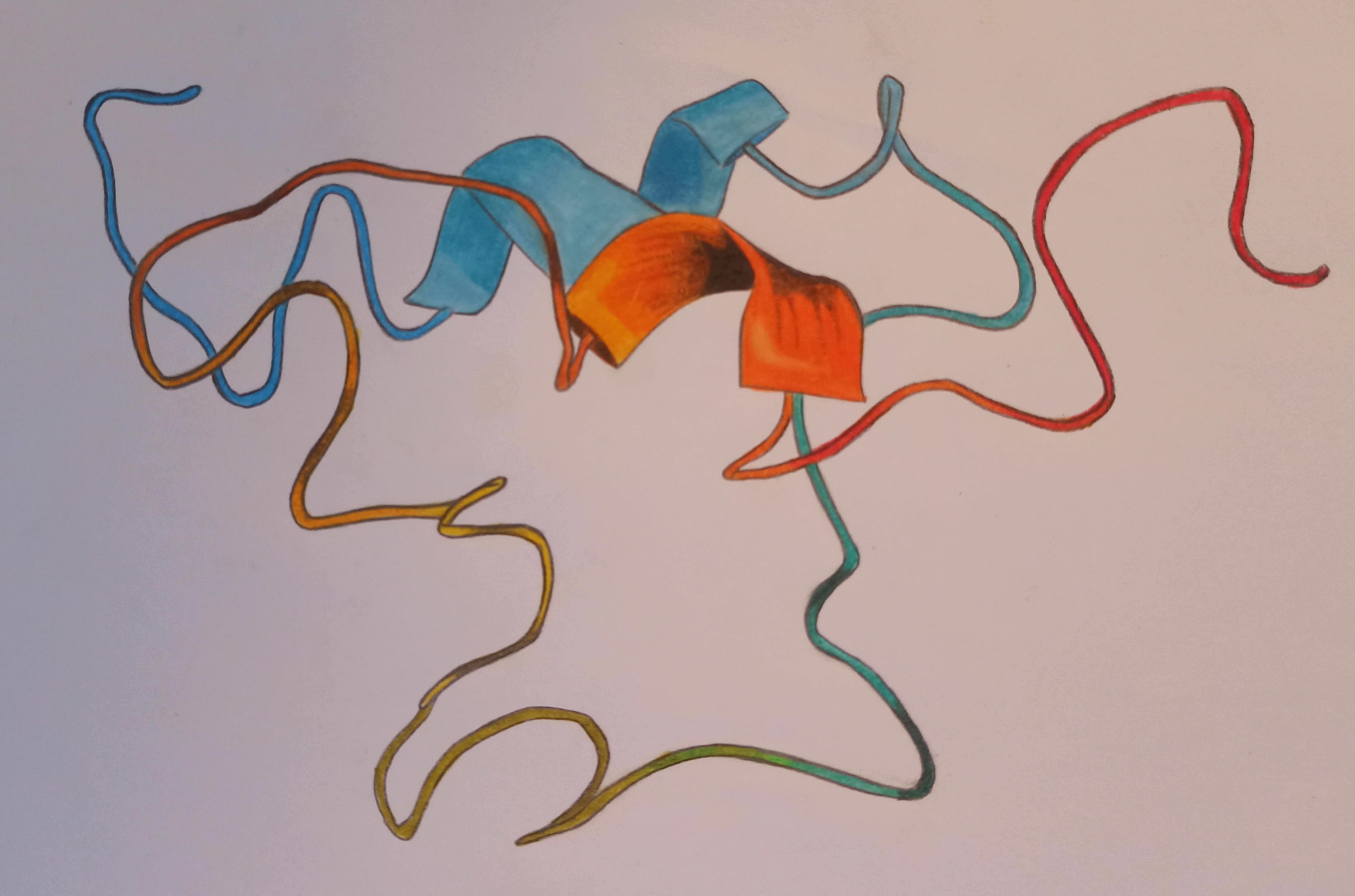
Representació de l'estructura proteica d'una proteïna IGF-1. Es tracta d'una il·lustració original feta a mà. Font: pròpia de l'editor.

### Ruta bioquímica
L'IFG-1 està involucrat en el desenvolupament i progrés de diversos tipus de càncer. Mitjançant la seva unió al receptor IGF-1R pot promoure l'activació de la cascada de senyalització de les ATP kinases. Aquesta via ha estat implicada en funcions com ara la prevenció de l'apoptosi i la supervivència cel·lular. A més, s'ha demostrat que l'IGF-1 augmenta l'oxidació de la glucosa en el teixit adipós i estimula el transport de glucosa i dels aminoàcids cap al múscul cardíac i diafragmàtic.

### Expressió en teixits
El fetge és el principal secretor, encara que també és secretat per altres cèl·lules actuant com a hormona paracrina. En el múscul esquelètic, l'aplicació d'un estímul mecànic augmenta la seva concentració d'IGF-I.

### Funcions biològiques
IGF-I també millora la remodelació òssia a través de l'acceleració de la formació òssia osteoblàstica i la reabsorció òssia osteoclàstica. A més, el mesurament de l'IGF-1 té utilitat clínica com a indicador de l'activitat de l'hormona de creixement (GH) integrada.

## Irisina.
La irisina és una miocina dependent de PGC-1α suggerida per intervenir l'efecte de l'exercici sobre l'enfosquiment dels adipòcits al moment d'augmentar l'expressió de l'UCP1. L'exercici millora l'expressió de la irisina en els teixits musculars a través d'un mecanisme dependent de PGC-1α. Es considera que la irisina ens protegeix contra la resistència a la insulina, la síndrome metabòlica i les malalties cardiovasculars en humans, de manera que la irisina és una miocina important en la regulació metabòlica. La irisina té un paper beneficiós en el metabolisme del múscul esquelètic, ja que s'ha demostrar que estimula la captació de glucosa i el metabolisme dels lípids mitjançant l'activació de l'AMPK. La irisina també participa en la hipertròfia muscular a través de la inducció d'IGF-1 i la supressió de la miostatina. A més dels seus efectes sobre el múscul, l'administració exògena de la irisina en ratolins indueix enfosquiment d'adipòcits en el greix subcutani a través de l'activació dels p38, MAPK i ERK1 / 2. També, la sobreexpressió del FNDC5 en ratolins estimula la lipòlisi a través de la via cAMP-PKA-perilipina / HSL en els adipòcits, el que condueix a nivells reduïts de lípids en sèrum. En el fetge, la irisina estimula la glucogénesis mentre redueix la gluconeogènesi i la lipogènesi mitjançant la regulació dels GSK3, FOXO1 i SREBP2. Curiosament, informes recents han suggerit que la irisina no és solament una miocina sinó també una adipoquina, encara que expressada en menor mesura.
Un altre efecte interessant de la irisina és la seva funció sobre el teixit ossi. Aquesta miocina augmenta la proliferació, la diferenciació, l'activitat de la fosfatasa alcalina i la mineralització en els osteoblasts cultivats mitjançant l'activació del p38. D'altra banda, la irisina suprimeix la formació d'osteoclasts mitjançant la inhibició de RANKL / NFATc1 en cèl·lules RAW264. En éssers humans, un estudi previ va mostrar que els nivells sèrics de la irisina estan correlacionats amb la prevalença de fractures osteoporòtiques en dones postmenopàusiques amb osteopènia. S'ha informat que l'exercici extenua aquests nivells però les elevacions a llarg termini de l'activitat física no augmenten els nivells sèrics de la irisina en nens i adults. Aquestes troballes suggereixen que la irisina podria ser un marcador útil per a l'avaluació de trastorns musculars / ossis i malalties metabòliques, diversos estudis van afirmar de la importància de la irisina en humans i van trobar que la seva síntesi augmentava amb l'activitat física. Són necessaris més estudis per determinar si la irisina seria un marcador diagnòstic útil i una diana terapèutica per a l'ús clínic. Malgrat que les funcions de la irisina més estudiades siguin les seves accions en els teixits sensibles a la insulina i la disminució de l'osteoporosi, sembla que també té efectes beneficiaris en el sistema cardiovascular, tot i que cal un nombre més gran d'estudis per confirmar-ho.

## Decorina
La decorina és un proteoglicà de sulfat condroitina ric en leucina, és un component de la matriu extracel·lular i una miocina descoberta recentment. Es tracta d'una citoquina secretada pel múscul cap a la circulació després de realitzar exercici. La biosíntesi de la decorina implica diverses fases: l'expressió de la proteïna central, l'acumulació de condroïtina sulfat i l'aparició i degradació de l'enzim alteradora en el desenvolupament i les malalties. Depenent del tipus de cèl·lula, contextos biològics i / o processos patològics com la cicatrització de ferides i l'infart de miocardi, la decorina pot regular les funcions cel·lulars mitjançant l'encadenament de molècules de la matriu extracel·lular (MEC) o mitjançant receptors en la superfície cel·lular.
S'ha demostrat en models transgènics que la decorina indueix la regulació positiva de factors associats amb la miogènesi, específicament, elevacions en MyoD1, folistatina i Mighty, seguida d'una regulació negativa en Atrogin-1 i MuRF-1, és a dir, marcadors o promotors d'atròfia muscular. La decorina secretada s'uneix extracel·lularment a la miostatina i, a mesura que s'inhibeixen els efectes reguladors negatius de la miostatina, això indueix la hipertròfia de les miofibres. Aquestes troballes suggereixen clarament que la decorina pot ser un mediador important de l'impacte beneficiós i les adaptacions de l'entrenament físic. A més, la decorina participa en la remodelació inversa del cor, limitant directament la via TGF-b i jugant un paper antifibròtic i antiinflamatori en persones amb insuficiència cardíaca. També ha estat demostrat que té un paper protector en diverses malalties cardíaques, inclosa l'ateroesclerosi, la hipertròfia i l'infart de miocardi.

## Miostatina
La primera miocina identificada, malgrat que no va ser denominada miocina en el moment del seu descobriment, va ser la miostatina. La miostatina, una de les proteïnes de la superfamília dels TGF-β, és una miocina ben coneguda i és expressada i secretada pel múscul; és coneguda per ser un potent supressor del desenvolupament del teixit muscular i actua inhibint la proliferació de les cèl·lules satèl·lit d'aquest teixit. S'uneix al receptor d'activina tipus IIB (ACVR2B), fet que provoca l'activació de la quinasa similar a l'activina (ALK) 4/5, i després fosforila Smad2 i Smad3 (els Smad específics de TGF-β). Pel que fa als efectes de la miostatina sobre l'os, la diferenciació osteogènica i la calcificació in vitro de les cèl·lules mare mesenquimàtiques derivades de la medul·la òssia augmenten en ratolins sense miostatina, el que suggereix que la miostatina afecta negativament en la diferenciació dels osteoblasts. Per contra, la miostatina millora l'activador del receptor del lligant del factor nuclear κB (RANKL) induït per la formació d'osteoclasts.
Cal destacar, que la miostatina influirà també en la salut metabòlica dels pacients ja que nivells alts de transcripció de la miostatina es relaciona amb una major resistència a la insulina i disminució de la lipòlisi i l'oxidació dels lípids, afavorint l'obesitat. Pel que fa als últims anys, s'ha estat iniciant noves línies d'investigació sobre què passaria amb la inhibició de la miostatina, però aquests estan sent provats en ratolins fet que demostra que queda un llarg recorregut per veure si es tracta d'una teràpia útil pels éssers humans.